# Charles Brifaut
Pour les articles homonymes, voir Brifaut.
Charles Brifaut, né le 15 février 1781 à Dijon et mort le 5 juin 1857 à Paris,, est un poète, journaliste et dramaturge français, fils de Pierre, sculpteur & Anne Nicolas.

## Biographie
Journaliste royaliste libéral, il est rédacteur à la Gazette de France et fréquente le salon de Madame Vigée-Lebrun. Il est également censeur : c'est lui qui est chargé par le ministre de l'Intérieur de contrôler Hernani et d'avertir Victor Hugo que Marion Delorme est arrêtée ; la pièce ne sera jouée que deux ans plus tard. Pensionné par Charles X, il est élu membre de l'Académie française en 1826.
Son élection à l'Académie française fait naître un scandale, car il a été préféré à Alphonse de Lamartine. À l'occasion, le poète Gérard de Nerval compose deux satires : une Complainte sur l'immortalité de Monsieur Briffaut, puis une pièce dans le même esprit intitulée L'Académie ou les membres introuvables.
Charles Brifaut aurait été associé à la rédaction des mémoires de la courtisane Lola Montès, qui fut l'une des maitresses d'Alexandre Dumas (Aventures de la célèbre danseuse raconté par elle-même, 1847).

## Œuvres
- Rosamonde, poème en trois chants, suivi de poésies diverses, 1813.
- Ninus II, tragédie en 5 actes, Paris, Théâtre-Français, 19 avril 1813.
- Olimpie, tragédie lyrique en 3 actes, imitée de Voltaire, musique de Gaspare Spontini, Paris, Académie royale de musique, 20 décembre 1819 ; Théâtre de l'Opéra-Montansier, 28 décembre 1819.
- Charles de Navarre, tragédie en 5 actes, Paris, Odéon-Théâtre de l'Europe, 1er mars 1820 Iconographie en ligne
- Dialogues, contes et autres poésies, 1824.
- Le Droit de vie et de mort, poëme, 1829) Texte en ligne
- Les Déguisements, ou Une folie de grands hommes, comédie en 1 acte et en vers, 1829.
- Les Éphémères, 1850)
- Œuvres, 6 vol., 1858, lire en ligne sur Gallica, lire en ligne sur Gallica lire en ligne sur Gallica.
- Récits d'un vieux parrain à son jeune filleul, 1899.
- Souvenirs d'un académicien sur la Révolution, le premier Empire et la Restauration, avec introduction et notes du docteur Cabanès et suivis de la correspondance de l'auteur, 1920-21.